# Avies
L'Avies era una compagnia aerea regionale estone che effettuava principalmente servizio di aerotaxi e voli regionali in Estonia e Svezia. Era basata presso l'Aeroporto di Tallinn..
Di proprietà dell'omonimo tour operator, la compagnia si vide revocata l'autorizzazione al volo per sei mesi il 1º aprile 2016 e non risulta aver ripreso le attività.

## Flotta
La flotta Avies era composta dai seguenti velivoli:
| Modello                      | Nr. | Passeggeri | Immatricolazione |
| ---------------------------- | --- | ---------- | ---------------- |
| BAe Jetstream 31             | 1   | 18         | ES-PJG           |
| BAe Jetstream 32EP           | 1   | 18         | ES-PJR           |
| Britten-Norman BN-2 Islander | 1   | 8          | ES-PNW           |
| Bombardier Learjet 31A       | 1   | 8          | ES-PVH           |
| Hawker 750                   | 1   | 8          | ES-PHR           |
| Bombardier Learjet 60        | 2   | 7          | ES-PVC, ES-PVS   |